# Come si cambia/Fai piano
Come si cambia/Fai piano è un singolo di Fiorella Mannoia del febbraio 1984 pubblicato dalla Ariston Records (Catalogo: AR 00954 - Matrici: AR 00954-1N/AR 00954-2N), prodotto e arrangiato da Mario Lavezzi e Beppe Cantarelli.

## Come si cambia
Il brano Come si cambia, contenuto nel lato A del 45 giri, fu presentato all'edizione 1984 del Festival di Sanremo. Pur classificandosi al quattordicesimo posto, Come si cambia ebbe un discreto successo di vendite e segnò una svolta importante nella carriera di Fiorella Mannoia. La cantante a tal proposito dichiara:

## Tracce
Lato A
1. Come si cambia – 3:52 (testo: Maurizio Piccoli – musica: Renato Pareti; edizioni musicali Equipe, Mascheroni)

Lato B
1. Fai piano – 4:05 (Oscar Avogadro, Mario Lavezzi; edizioni musicali Equipe, Mascheroni)

Durata totale: 7 min : 57 s

## Classifiche
| Paese  | Posizione raggiunta |
| ------ | ------------------- |
| Italia | 10                  |

## Altre interpretazioni ed incisioni
Il brano Come si cambia è stato eseguito in duetto dalla stessa Fiorella Mannoia insieme a Noemi durante l'Ho imparato a sognare tour. Noemi, inoltre, ne ha realizzata una versione a cappella in duetto con i Neri per Caso inserita nell'album Donne. 
Il brano, nell'interpretazione di Fiorella Mannoia, è stato inserito nella compilation Le 100 canzoni più belle del Festival.